# Stand (North Lanarkshire)

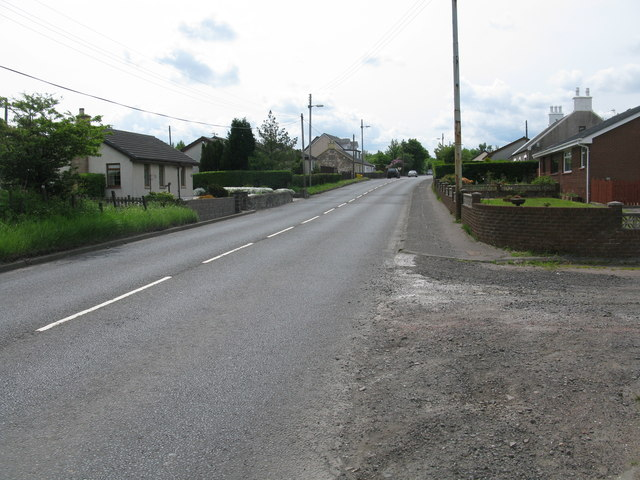
Hauptstraße in Stand

Stand ist eine kleine Ortschaft, die östlich von Glasgow in der Region North Lanarkshire in Schottland liegt.

## Geographie
Stand liegt in den Central Lowlands in einer flachwelligen und teilweise bewaldeten Gegend. Unmittelbar nördlich finden die Häuser, die sich entlang einer Straße erstrecken, ihre Fortsetzung in Riggend. Städte und Dörfer in der Nähe sind Airdrie, etwa drei Kilometer entfernt im Süden sowie Wattston im Nordosten und Glenmavis im Südwesten.

## Historisches
Im Rahmen der historischen Gliederung Schottlands in Civil Parishes zählt Stand zu New Monkland, das zu Lanarkshire gehörte.